# Hanssuesia
Hanssuesia é um gênero de dinossauros paquicefalossaurídeos do final do período Cretáceo. Viveu onde hoje são Alberta e Montana, e contém a única espécie Hanssuesia sternbergi.
Hanssuesia é baseado em uma cúpula de crânio originalmente chamada Troodon sternbergi por Barnum Brown e Erich Maren Schlaikjer em 1943. O nome específico homenageou Charles Mortram Sternberg, que encontrou a cúpula em 1928 perto de Steveville, no sul de Alberta. Em 1945, foi transferido para Stegoceras pelo próprio CM Sternberg, como Stegoceras sternbergi.
O gênero Hanssuesia foi nomeado pela primeira vez por Robert M. Sullivan em 2003. O nome genérico homenageia o paleontólogo Hans-Dieter Sues. A variante ortográfica "Hanssuessia" apareceu na publicação, mas no mesmo ano Sullivan escolheu Hanssuesia como nome válido. Sua espécie-tipo é Troodon sternbergi, e a combinatio nova é Hanssuesia sternbergi.